# Административно-территориальное деление Пителинского района

Пителинский район на карте Рязанской области

Пителинский район в рамках административно-территориального устройства включает 1 посёлок городского типа и 4 сельских округа.
В рамках организации местного самоуправления, муниципальный район делится на 5 муниципальных образований, в том числе 1 городское и 4 сельских поселения:
1. Ермо-Николаевское сельское поселение — с. Ермо-Николаевка;
2. Нестеровское сельское поселение — с. Нестерово;
3. Пеньковское сельское поселение — с. Пеньки;
4. Пителинское городское поселение — пгт Пителино;
5. Потапьевское сельское поселение — с. Потапьево.

Посёлок городского типа соответствует городскому поселению, сельский округ — сельскому поселению.

## Формирование муниципальных образований
В результате муниципальной реформы к 2006 году на территории 11 сельских округов было образовано 4 сельских поселения.
| Административно-территориальная единица | Населённый пункт      | Муниципальное образование            |
| --------------------------------------- | --------------------- | ------------------------------------ |
| Высокополянский сельский округ          | Высокие Поляны        | Ермо-Николаевское сельское поселение |
| Высокополянский сельский округ          | Краснопартизанский    | Ермо-Николаевское сельское поселение |
| Высокополянский сельский округ          | Лукино                | Ермо-Николаевское сельское поселение |
| Высокополянский сельский округ          | Полесье               | Ермо-Николаевское сельское поселение |
| Высокополянский сельский округ          | Пятницкий Яр          | Ермо-Николаевское сельское поселение |
| Высокополянский сельский округ          | Терентеево            | Ермо-Николаевское сельское поселение |
| Ермо-Николаевский сельский округ        | Ермо-Николаевка       | Ермо-Николаевское сельское поселение |
| Ермо-Николаевский сельский округ        | Жуковка               | Ермо-Николаевское сельское поселение |
| Ермо-Николаевский сельский округ        | Кононовка             | Ермо-Николаевское сельское поселение |
| Ермо-Николаевский сельский округ        | Кошибеевка            | Ермо-Николаевское сельское поселение |
| Гридинский сельский округ               | Гридино               | Нестеровское сельское поселение      |
| Гридинский сельский округ               | Ивановка              | Нестеровское сельское поселение      |
| Гридинский сельский округ               | Климушинка            | Нестеровское сельское поселение      |
| Гридинский сельский округ               | Михайловка            | Нестеровское сельское поселение      |
| Нестеровский сельский округ             | Нестерово             | Нестеровское сельское поселение      |
| Нестеровский сельский округ             | Свищёво               | Нестеровское сельское поселение      |
| Новоункорский сельский округ            | Высокое               | Нестеровское сельское поселение      |
| Новоункорский сельский округ            | Вяжневка              | Нестеровское сельское поселение      |
| Новоункорский сельский округ            | Искра                 | Нестеровское сельское поселение      |
| Новоункорский сельский округ            | Мокрая Хохловка       | Нестеровское сельское поселение      |
| Новоункорский сельский округ            | Новый Ункор           | Нестеровское сельское поселение      |
| Новоункорский сельский округ            | Танкачевский Ункор    | Нестеровское сельское поселение      |
| Новоункорский сельский округ            | Церлевский Ункор      | Нестеровское сельское поселение      |
| Новоункорский сельский округ            | Чубаровский Ункор     | Нестеровское сельское поселение      |
| Пеньковский сельский округ              | Большие Мочилы        | Пеньковское сельское поселение       |
| Пеньковский сельский округ              | Малые Мочилы          | Пеньковское сельское поселение       |
| Пеньковский сельский округ              | Пеньки                | Пеньковское сельское поселение       |
| Пеньковский сельский округ              | Соколово              | Пеньковское сельское поселение       |
| Пеньковский сельский округ              | Темирево              | Пеньковское сельское поселение       |
| Подболотьевский сельский округ          | Большие Прудищи       | Пеньковское сельское поселение       |
| Подболотьевский сельский округ          | Обухово               | Пеньковское сельское поселение       |
| Подболотьевский сельский округ          | Подболотье            | Пеньковское сельское поселение       |
| Юрьевский сельский округ                | Савро-Мамышево        | Пеньковское сельское поселение       |
| Юрьевский сельский округ                | Самодуровка           | Пеньковское сельское поселение       |
| Юрьевский сельский округ                | Юрьево                | Пеньковское сельское поселение       |
| Администрация пгт Пителино              | Пителино              | Пителинское городское поселение      |
| Веряевский сельский округ               | Андреевка             | Потапьевское сельское поселение      |
| Веряевский сельский округ               | Веряево               | Потапьевское сельское поселение      |
| Веряевский сельский округ               | Синюхино              | Потапьевское сельское поселение      |
| Веряевский сельский округ               | Фалеевка              | Потапьевское сельское поселение      |
| Петский сельский округ                  | Знаменка              | Потапьевское сельское поселение      |
| Петский сельский округ                  | Каменка               | Потапьевское сельское поселение      |
| Петский сельский округ                  | Новая Деревня         | Потапьевское сельское поселение      |
| Петский сельский округ                  | Пет                   | Потапьевское сельское поселение      |
| Петский сельский округ                  | Станищи               | Потапьевское сельское поселение      |
| Потапьевский сельский округ             | Беседки               | Потапьевское сельское поселение      |
| Потапьевский сельский округ             | Городок               | Потапьевское сельское поселение      |
| Потапьевский сельский округ             | Марьевка              | Потапьевское сельское поселение      |
| Потапьевский сельский округ             | Потапьево             | Потапьевское сельское поселение      |
| Потапьевский сельский округ             | Потапьевская Хохловка | Потапьевское сельское поселение      |